# Khalifa bin Zayed Al Nahyan
Sheikh Khalifa bin Zayed bin Sultan Al Nahyan (arabă خليفة بن زايد بن سلطان آل نهيان; n. 7 septembrie 1948, Al Ain, Statele Armistițiului⁠(d) – d. 13 mai 2022, Abu Dhabi, EAU) a fost președinte al Emiratelor Arabe Unite și emir de Abu Dhabi, deținând și titlurile de Comandant Suprem al Forțelor Armate și președinte al Consiliului Suprem al Petrolului. De asemenea a fost liderul Autorității de Investiții Abu Dhabi, care însumează aprox. 875 000 000 000 $ sub forma unor bunuri de mare valoare. Conform Forbes, se estimează că Familia Al Nahyan, cumulativ, are o avere de 150 000 000 000 $.